# Majors (cine)
Se conoce con el anglicismo majors («las mayores», «las de mayor tamaño», «las más poderosas») a un número reducido de estudios cinematográficos que desde la época de la fundación del sistema de estudios (los años 1910 y 1920), han dominado la industria del cine estadounidense, esencialmente desde Hollywood, un distrito de la ciudad de Los Ángeles en el que se encuentran. A los estudios cinematográficos también se les llama «productoras de cine» o simplemente «productoras», y de ahí que en castellano a las majors se las nombre siempre en femenino (nunca ha sido de uso en castellano, por ejemplo, decir «los majors»).
Las películas de las majors acumulan sistemáticamente la mayor cuota de mercado tanto en lo que respecta a la recaudación en taquilla (box office en inglés) como al número de espectadores (admissions en inglés), y tanto en Estados Unidos como en el resto del mundo. Como consecuencia indirecta, los grandes estudios también dominan de forma sistemática los mercados derivados, concretamente: las ventas a cadenas de televisión, la distribución de vídeo y DVD, las ventas de licencias (a los fabricantes de videojuegos, juguetes, cadenas de restauración y ocio etc.) y van desarrollando progresivamente una creciente posición de dominio también en nuevos medios de distribución (Internet y telefonía móvil, principalmente). Para asegurar este dominio a largo plazo, las corporaciones propietarias de las majors integran productoras o estudios de televisión, cadenas de salas de proyección cinematográfica, portales de internet, etc.

## Majors
El término majors se reserva tradicionalmente a los mayores estudios, que en la actualidad son cinco: los denominados Big Five. Estos conglomerados, formados por distintas compañías de producción y distribución, tienen inversiones estratégicamente diversificadas en los distintos segmentos de la cadena de valor de la producción y la distribución que les permiten mantener su posición de dominio a pesar de los grandes riesgos inherentes a la industria del entretenimiento comercial. De esta forma mantienen de forma sistemática aproximadamente un 90% de cuota de mercado en la recaudación de taquilla en Estados Unidos y Canadá.
Las majors han estado basadas tradicionalmente en Hollywood, California o en sus alrededores (algunos estudios están en Burbank). Las Big Five majors tienen una larga historia que empezó ya en la denominada «época dorada» de Hollywood (entre los años 1930 y 1940). En dos casos: Warner Bros. y Paramount, ya formaban parte del selecto grupo de los cinco mayores estudios. Otros dos grandes estudios: Columbia y Universal, eran importantes pero estaban en un segundo orden de importancia. El quinto gran estudio en la actualidad, Walt Disney Studios, era en aquel entonces una compañía de producción de animación independiente.
Otra de las formas de consolidar y mantener su dominio a lo largo del tiempo ha sido la estrategia de adquisiciones. Un buen número de estudios anteriormente independientes han ido siendo adquiridos e integrados en alguna de las grandes corporaciones en cuanto se ha demostrado su capacidad de generar negocio en la industria y de amenazar la posición de privilegio de las majors. Los más recientes ejemplos de esta política de integración permanente han sido las adquisiciones de New Line Cinema por el grupo Time Warner, de Dreamworks por NBC Universal y de Miramax y 20th Century Fox por Disney.
Para mantener la cuota de mercado, además de producir un cine eminentemente comercial y de seguro atractivo para el público más amplio posible, también es importante atender las preferencias de segmentos de mercado que requieren de un producto más especializado. Por este motivo, las majors mantienen bajo su control una gran variedad de divisiones y compañías especializadas, ya sea en cine independiente de perfil más artístico o cinéfilo, por ejemplo: Paramount Classics o películas de serie B, por ejemplo Fox Atomic.

### Presente
| Estudio principal (conglomerado)                            | Unidad de estudio principal Estudio secundario | Fecha de fundación                       | Arthouse/indie                                                                                                 | Película de género/Cine B                                                        | Película de género/Cine B                                                        | Animación | Otras divisiones y marcas | Otras divisiones y marcas | OTT/VOD                                                 | Cuota de mercado de EE.UU./CA (2025) |
| ----------------------------------------------------------- | ---------------------------------------------- | ---------------------------------------- | --- | -------------------------------------------------------------------------------- | -------------------------------------------------------------------------------- | --- | --- | --- | ------------------------------------------------------- | ------------------------------------ |
| NBCUniversal (Comcast)                                      | Universal Pictures                             | 30 de abril de 1912                      | - Focus Features                                                                                               | - Focus World - High Top Releasing - Working Title Films                         | - Focus World - High Top Releasing - Working Title Films                         | - Big Idea Entertainment - DreamWorks Animation - DreamWorks Classics - Illumination - Illumination Mac Guff - Universal Animation Studios                  | - Amblin Partners (participación minoritaria) - Carnival Films - DreamWorks - Makeready (EC) - NBCUniversal Japan                                           | - OTL Releasing - United International Pictures (EC) - Universal 1440 Entertainment - WT2 Productions                                                                            | Peacock Hayu NBC Sports Gold Vudu (70%)                 | 8.38%                                |
| Paramount Skydance Corporation (Paramount Skydance Studios) | Paramount Pictures                             | 8 de mayo de 1912                        | - Miramax (49%)                                                                                                | - BET Films - CMT Films - Comedy Central Films - MTV Films - VH1 Productions     | - Nickelodeon Movies - Paramount Players                                         | - Avatar Studios - MTV Animation - Nickelodeon Animation Studio - Paramount Animation - Miramax Animation - United Plankton Pictures                        | - Awesomeness Films - CBS Films - Melange Pictures - Miramax Family (49%) - Paramount Digital Entertainment                                                 | - United International Pictures (JV) - Viacom 18 Motion Pictures (49%) - ViacomCBS Digital Studios                                                                               | Paramount+ Pluto TV BET+ Showtime Noggin Voot (49%) My5 | 4.54%                                |
| Warner Bros. Entertainment (Warner Bros. Discovery)         | Warner Bros. Pictures New Line Cinema          | 4 de abril de 1923 18 de junio de 1967   | - Castle Rock Entertainment - CNN Films - HBO Films                                                            | - Cartoon Network Movies - DC Films - TruTV Films                                | - Cartoon Network Movies - DC Films - TruTV Films                                | - Cartoon Network Studios - Wang Film Productions (50%) - Warner Bros. Pictures Animation - Warner Bros. Animation                                          | - Alloy Entertainment - Cinemax Films - Flagship Entertainment (49%)                                                                                        | - Fullscreen - Spyglass Media Group (participación minoritaria) - Turner Entertainment                                                                                           | Max Discovery+ Vudu (30%)                               | 27.18%                               |
| Walt Disney Studios (The Walt Disney Company)               | Walt Disney Pictures 20th Century Studios      | 16 de octubre de 1923 31 de mayo de 1935 | - A&E IndieFilms (50%) - Disneynature - Hulu Documentary Films - NatGeo Doc Films (73%) - Searchlight Pictures | - Disney Channel Original Movies - ESPN Films (80%) - Lucasfilm - Marvel Studios | - Disney Channel Original Movies - ESPN Films (80%) - Lucasfilm - Marvel Studios | - 20th Century Animation - 20th Television Animation - Disney Television Animation - Pixar - Walt Disney Animation Studios                                  | - 20th Century Family - 20th Digital Studio - A&E Films (50%) - Disney Pictures India - Fox Star Studios - Marvel Entertainment - Regency Enterprises (20%) | - UTV Motion Pictures - Vice Films (16%) - Walt Disney Studios Motion Pictures - Walt Disney Studios Sony Pictures Releasing (EC)                                                | Disney+ Hulu ESPN+ (80%) Hotstar Star+ Movies Anywhere  | 23.31%                               |
| Sony Pictures (Sony)                                        | Columbia Pictures TriStar Pictures             | 10 de enero de 1924 2 de marzo de 1982   | - Sony Pictures Classics                                                                                       | - Affirm Films - Funimation Films - Ghost Corps - Screen Gems - Stage 6 Films    | - Affirm Films - Funimation Films - Ghost Corps - Screen Gems - Stage 6 Films    | - Crunchyroll LLC - Madhouse (5%) - Madman Anime Group - Crunchyroll Studios - Crunchyroll EMEA - Kazé - Sony Pictures Animation - Sony Pictures Imageworks | - Destination Films - Left Bank Pictures - Sony Pictures Japan - Sony Pictures Releasing - Sony Pictures Family Entertainment - 3000 Pictures               | - Sony Pictures Worldwide Acquisitions - Sony Wonder - TriStar Productions - Walt Disney Studios Sony Pictures Releasing (EC) - Sony Pictures Networks Productions - Studio NEXT | SonyLIV Crunchyroll VRV Anime on Demand Pure Flix       | 5.90%                                |

### Pasado
Las majors pasadas incluyen:
- United Artists (1919–1981) adquirida por MGM en 1981.
- Metro-Goldwyn-Mayer Pictures (1924–1986) Adquirida por Ted Turner en 1986, luego vendida del estudio y conservó la biblioteca anterior a 1986. se convirtió en un mini estudio principal en la venta; Surgió de la bancarrota del Capítulo 11 el 20 de diciembre de 2010. Comprado por Amazon por un monto de 8 450 $ millones en 2021.
- 20th Century Fox (1935–2019) se convirtió en parte de Walt Disney Studios cuando The Walt Disney Company compró 21st Century Fox por $71.3 mil millones en 2019.

## Lasminimajors
Las cinco majors compiten desde su posición de dominio de la industria cinematográfica con compañías de producción y/o distribución más pequeñas, a las que se denomina genéricamente compañías independientes, concretamente y en inglés: indies. Las mayores compañías independientes de producción y distribución de cine son Lionsgate y The Weinstein Company y son popularmente conocidas como las minimajors. Desde 1998 a 2005, la compañía independiente DreamWorks SKG consiguió y mantuvo una cuota de mercado suficientemente grande y sostenida como para poder ser considerada la séptima major, a pesar de que producía un número su relativamente limitado de largometrajes. Pero en febrero de 2006, Viacom, el grupo empresarial propietario de Paramount, compró Dreamworks.
Lions Gate Entertainment ha sido el más exitoso de los estudios norteamericanos ubicado fuera del área de Hollywood antes de su traslado en 2006 desde Vancouver, Columbia Británica en Canadá, a Santa Mónica, California en donde está su sede corporativa actualmente. La actual Lionsgate proviene de la compañía Lion's Gate Films, que fundó el director Robert Altman en los años 1970.
La Weinstein Company fue fundada a finales del año 2005 por los famosos hermanos Weinstein, Harvey y Bob, después de su salida de su anterior compañía Miramax, que fundaron en 1979 y vendieron en 1993 a la Disney, y en la que siguieron trabajando, produciendo películas de corte casi independiente durante más de una década. Cuando los hermanos Weinstein dejaron Disney, retuvieron los derechos sobre la marca Dimension Films, que es utilizada por The Weinstein Company para las películas de género (del mismo modo en que era anteriormente utilizada por Miramax).
En el año 2006, Lionsgate consiguió un 3,6% de cuota de mercado y The Weinstein Company un 2,5%. La siguiente compañía independiente por cuota de mercado en 2006 fue Yari Film Group, con un 0,4%.
En 2005, la entonces todavía independiente DreamWorks SKG logró un 5,7% y Lionsgate un 3,2%. De las cuatro significativas ganadoras de dinero de MGM/UA's durante 2005, liberó tres antes de su adquisición por un consorcio dirigido por Sony en abril; la cuota total de mercado de MGM/UA para el año fue de 2.1%. La Weinstein Company, en sus primeros tres meses de operación, ganó 0,5% de la cuota de mercado anual total. El próximo independiente más exitosos fue IMAX, con 0,2%. En 2004, DreamWorks SKG tuvo 10,0% (más que Paramount Motion Pictures Group), Newmarket tuvo 4,3% (debido casi enteramente a The Pasión de Jesucristo), Lionsgate tuvo 3,2%, y MGM/UA tuvo 2,1%. El siguiente independiente más exitoso fue Giant Screen Films, un distribuidor de películas en formato IMAX, con 0,2%.
De todas formas, las majors acaban cofinanciando y distribuyendo buena parte de las películas que producen las indies, ya sean estas compañías independientes estables o entidades creadas ad hoc para la producción de una película concreta. Y además, las filiales de los estudios adquieren derechos de distribución de muchas otras películas con las que los estudios no han tenido ninguna involucración previa. En realidad, si bien las majors realizan por sí mismas importantes producciones, puede decirse que sus actividades están más bien enfocadas al desarrollo y financiación de nuevos proyectos cinematográficos, al marketing y la distribución y a la comercialización de licencias y merchandising, limitándose en muchos casos a subcontratar la producción a productoras independientes.

## Historia

### Las majors antes de la Época Dorada
En 1909, Thomas Edison, quien había estado luchando en los tribunales durante años por el control de las patentes fundamentales de las películas, adoptó una decisión importante. Esto condujo a la creación de Motion Picture Patents Company, ampliamente conocida como el (Consorcio) Trust. Contemplando las nueve grandes compañías de filmación de los Estados Unidos, se diseñó para eliminar «no solo a los productores de películas independientes sino también a los 10.000 intercambiadores (de distribución) y salas de proyección independientes del país». Aunque sus muchos miembros no consolidaron sus operaciones de producción fílmica, el Trust basado en Nueva York fue argüiblemente el primer gran conglomerado de películas estadounidense. La lucha de los independientes en contra del Consorcio fue liderada por Carl Laemmle, cuyo Laemmle Film Service basado en Chicago, sirviendo al Medio Oeste y Canadá, era el mayor intercambio de distribución de los Estados Unidos. Los esfuerzos de Laemmle se vieron recompensados en 1912 cuando el gobierno de los Estados Unidos determinó que el Consorcio era una «asociación corrupta e ilegal» y debía ser disuelta. El 8 de junio de 1912, Laemmle organizó la fusión de su división de producción, IMP (independiente Motion Picture Company), con diversas otras compañías productoras de películas, creando los estudios que pronto pasarían a llamarse Universal. Para fines de año, Universal estaba haciendo películas en dos instalaciones de Los Ángeles: los antiguos estudios Nestor Film en Hollywood, y otro estudio en Edendale. La primera major de Hollywood había entrado en el negocio.
En 1916, un segundo estudio poderoso se estableció en Hollywood cuando Adolph Zukor fusionó su casa de producción de películas Famous Players con la Jesse L. Lasky Company para conformar Famous Players–Lasky. El estudio combinado adquirió Paramount Pictures como un canal de distribución y eventualmente adoptó su nombre. Paramount sobrepasó rápidamente a Universal como la compañía dominante de Hollywood. Asimismo en 1916 William Fox reubicó su Fox Film Corporation desde la costa Este hacia Hollywood y comenzó a expandirse. Entre 1924, cuando Metro Pictures en combinación con Goldwyn Pictures y Louis B. Mayer Productions forman Metro-Goldwyn-Mayer Pictures , y 1928, el año en que la industria filmográfica de Estados Unidos se convirtió masivamente al cine sonoro, Hollywood tenía un Big Two: Paramount y Loew’s Incorporated, propietario del circuito de salas de cine más grande de los Estados Unidos y compañía madre de MGM. Durante 1927, los siguientes tres más grandes estudios eran Fox, Universal, y First National (fundado en 1917). Propulsados por el gran éxito de El Cantante de Jazz (1927), la primera película larga «hablada» (talkie) importante. La pequeña Warner Bros (fundada en 1919) rápidamente entró en las grandes ligas y se convirtió en la primera en Estados Unidos en 1928. Fox, al frente de las película sonoras junto con Warner, también fue adquiriendo un considerable circuito de los teatros de cine para proyectar sus películas.

### Lasmajorsdurante la Época Dorada
Entre los fines de 1928, cuando David Sarnoff de RCA ingenió la creación del estudio RKO (Radio-Keith-Orpheum), y a finales de 1949, cuando Paramount desmanteló su cadena de cines —burdamente lo que se considera la Época Dorada de Hollywood— había ocho estudios en Hollywood que eran comúnmente considerados como las majors. De esos ocho, los así llamados Big Five eran conglomerados integrados, que combinaban la propiedad de un estudio de producción, una división de distribución, y una sustancial cadena de cines, y contractuando con realizadores y personal de producción de películas: Loew's/MGM, Paramount, Fox (que se convirtió en la 20th Century-Fox después de una fusión en 1935), Warner Bros., y RKO. El resto de las majors eran referidos a veces como los Little Three o las «majors menores». Dos —Universal y Columbia (fundada en 1920)— estaban organizadas en forma similar a los Big Five, excepto por el hecho de que ellos nunca fueron propietarios de más que un pequeño circuito de cines (una fuente consistentemente confiable de utilidades). La tercera de las minimajors, United Artists (fundada en 1919), era propietaria de unos pocos cines y tenía acceso a instalaciones de producción de propiedad de los principales propietarios, pero funcionaba fundamentalmente como un distribuidor-productor, prestando dinero a los productores independientes y lanzando sus películas. Durante los 1930s, las ocho majors promediaron un total de 358 películas liberadas al año; en los 1940s, las cuatro más grandes compañías movilizaron sus recursos hacia producciones de alto presupuesto y se alejaron de las de cine B, llevando el promedio anual a 288 por esa década.
Entre las características significativas de la Época Dorada estaba la estabilidad de las majors de Hollywood, su jerarquía, y su dominio casi absoluto del box office. En un punto medio de la Época Dorada, 1939, los Big Five tenían porciones del mercado que variaban desde el 22% (MGM) al 9% (RKO); cada uno de los Little Three tenían alrededor del 7% de participación. En suma, las ocho majors controlaban el 95% del mercado y todas las compañías más pequeñas combinadas tenían un total de 5%. Diez años después, el cuadro era sustancialmente el mismo: los Big Five tenían porciones del mercado que variaban desde el 22% (MGM) al 9% (RKO); los Little Three tenían participación que iba desde el 8% (Columbia) al 4% (United Artists). En suma, las ocho majors controlaban el 96% del mercado y todas las otras pequeñas compañías combinadas tenían un total de 4%.

### Lasmajorsdespués de la Época Dorada

#### Década de 1950 a década de 1960
El fin de la Época dorada ha sido señalado por la pérdida de las majors del juicio federal antimonopolio Estados Unidos versus Paramount Pictures, Inc., que llevó a un desmantelamiento de las cadenas de cine de los Big Five. Esto en alguna medida niveló el campo de juego entre los Big Five y los Little Three, aunque no tuvo virtualmente ningún efecto en el dominio del box-office de las ocho majors. En noviembre de 1951, Decca Records compró el 28% de Universal; al año siguiente, el estudio se convirtió en el primero de las majors clásicas de Hollywood en ser comandado por una corporación externa, ya que Decca adquirió la propiedad mayoritaria. Los 1950s vieron dos cambios sustanciales en la jerarquía de las majors: RKO, el más débil de los Big Five, declinó rápidamente bajo la mala administración de Howard Hughes, quien había comprado una parte controladora de los estudios en 1948. Al momento que Hughes la vendió a General Tire and Rubber Company en 1955, el estudio ya sólo era una major por una obsoleta reputación. En 1957, virtualmente todas las operaciones de filmación de RKO cesaron y el estudio fue disuelto en 1959. (Revivido en una pequeña escala en 1981, fue finalmente spin off y ahora opera como una compañía independiente menor.) En contraste, estaba United Artists, que había operado durante largo período bajo el modelo de financiamiento.distribución al que las otras majors se estaban dirigiendo progresivamente. Bajo Arthur Krim y Robert Benjamin, que comenzó a dirigir la compañía en 1951, UA se volvió consistentemente rentable. En 1956 —cuando liberó uno de los mayores blockbusters (éxitos de taquilla) de la década, La vuelta al mundo en 80 días— comandaba un 10%del mercado. A mediados de la próxima década, había alcanzado 16% y era el segundo estudio más rentable de Hollywood. A pesar del colapso de RKO, las majors aun promediaban un lanzamiento total de 253 películas protagónicas durante la década.
Los 1960s estuvieron marcados por una avalancha de apoderamientos corporativos. MCA, bajo Lew Wasserman, adquirió Universal en 1962; Gulf+Western se apoderó de Paramount en 1966; y Transamerica Corporation compró United Artists en 1967. Warner Bros. se vio involucrada en dos reorganizaciones a gran escala en dos años: una fusión en 1967 con la compañía Seven Arts precedió a una compra en 1969 por Kinney National, bajo Stephen J. Ross. MGM, en el proceso de una lenta declinación, cambió de propietario dos veces en el mismo lapso, terminando en las manos del financiero Kirk Kerkorian. Las majors abandonaron casi completamente las producciones de presupuestos bajos durante esta época, llevando el promedio anual de lanzamiento protagónicos al nivel de 160. La década también vio a un viejo nombre en la industria asegurarse una posición de liderazgo. En 1923, Walt Disney fundó Disney Brothers Cartoon Studio con su hermano Roy y el animador Ub Iwerks. En los siguientes tres decenios Disney se convirtió en un independiente poderoso enfocado en la animación y, desde fines de los 1940s, en un creciente número de películas de acción en vivo. En 1954, la compañía ahora Walt Disney Productions— fundó Buena Vista Film Distribution para administrar sus propios productos, los que habían sido distribuidos durante muchos años por varias majors, principalmente United Artists y luego RKO. (Blancanieves y los siete enanitos, de Disney en 1937, liberada por RKO, fue el segundo mayor éxito de los 1930s.) En su primer año, Buena Vista tuvo un éxito grande con 20 000 leguas de viaje submarino, la tercera mayor película de 1954. En 1964, Buena Vista tuvo su primer blockbuster, Mary Poppins, el mayor éxito de Hollywood's en media década. la compañía logró un 9% de la cuota de mercado ese año, más que Fox y Warner Bros. Aunque en los siguientes dos decenios, la cuota de mercado de Disney/Buena Vista del box-office llegaría nuevamente a marcas similares, su relativo pequeño output y su enfoque exclusivo en películas familiares significó que no fuese generalmente considerado una major a pesar de su éxito.

#### Década de 1970 a década de 1980
Mientras tanto, un nuevo miembro fue finalmente admitido en el club de los estudios mayores y aparecieron dos importantes contendientes. Con el establecimiento de su rama Touchstone Pictures y un interés creciente en el mercado adulto en la mitad de los 1980s, Disney/Buena Vista se aseguró un reconocimiento como una full-fledged major. los dos contendientes eran ambos compañías recientemente formadas. En 1978, Krim, Benjamin, y los otros tres ejecutivos de estudios se separaron de UA para formar Orion Pictures como un joint venture con Warner Bros. Fue anunciado con optimismo como la «primera nueva compañía major en 50 años». Tri-Star Pictures fue creada en 1982 como un joint venture de Columbia Pictures (luego comprada por Coca-Cola), HBO (luego comprada por Time Inc.), y CBS. En 1985, la compàñía de Rupert Murdoch, News Corporation, adquirió la 20th Century-Fox, la última de las cinco relativamente saludable majors de la Ëpoca Dorada que se mantenía independiente a través de toda la Ëpoca Dorada y después.

#### Década de 1990-presente
Con la excepción de MGM/UA—cuya posición estaba efectivamente definida por Disney—los estudios antiguamente establecidos si dieron un paso atrás. La compra de Fox por News Corp. de Murdoch presagiaban una nueva rueda de adquisiciones corporativas. Entre 1989 y 1994, Paramount, Warner, Columbia y Universal cambiaron todos de propiedad en una serie de compras conglomeradas y fusiones que los llevaron a una nueva musculatura financiera y de marketing. A comienzos de los 1990s, tanto Tri-Star como Orion estaban esencialmente fuera del negocio: la primera consolidada en Columbia, y la última en bancarrota. Los más importantes contendores a emerger durante los 1990s, New Line, the Weinsteins' Miramax, y DreamWorks SKG, fueron del mismo modo más temprano que tarde llevados a la carpeta de las majors. La casa productora de animación muy exitosa Pixar, cuyos films fueron distribuidos por Buena Vista, fue adquirida por Disney en 2006.

## Alineación organizacional

### Los ochomajorsde la Época Dorada
Han pasado por los siguientes cambios importantes de propiedad («independiente» significando identificada habitualmente como la entidad comercial primaria en su estructura corporativa; «comprada» significando adquirida desde cualquier parte de la mayoría hasta su totalidad):

#### Columbia Pictures
- Independiente como CBC Film Sales, 1920–1924 (fundada por Harry Cohn, Joe Brandt, y Jack Cohn)
- independiente, 1924–1981 (la compañía cambia de nombre; se torna pública en 1926)
- Coca-Cola, 1981–1989 (comprada por Coca-Cola; Tri-Star Pictures, un joint venture con HBO y CBS iniciado en 1982—CBS se sale en 1984)
- Sony, 1989–presente (comprada por Sony a Coca Cola)

#### 20th Century-Fox
- Independiente como Fox Film Corporation, 1915-1935 (fundada por William Fox; Fox forzó a vender, controlando los intereses en la ahora compañía pública, en 1930)
- Independiente, 1935-1984 (su fusiona con Twentieth Century Pictures; comprada en su totalidad por Marc Rich y Marvin Davis en 1981; los intereses de Rich fueron comprados por Davis en 1984; la mitad de los intereses de Davis fueron comprados por la empresa de Rupert Murdoch, News Corporation, en marzo de 1985)
- News Corporation, 1985– 2013 (compra el resto de las acciones de Davis en septiembre)
- 21st Century Fox, 2013- 2017 ( fue el sucesor legal de News Corporation y se dedicó principalmente a las industrias de cine y televisión)
- Walt Disney Pictures, 2019-presente (El 14 de diciembre de 2017, The Walt Disney Company anunció planes para comprar 21st Century Fox, lo que incluye también a 20th Century Fox, por 52 400 millones de dólares, el 20 de marzo de 2019 se cerró la compra por 71 300 millones de dólares)

#### Warner Bros.
- independiente como Warner Brothers West Coast Studio, 1919-1923 (fundada por Jack L. Warner, Harry Warner, Albert Warner, y Sam Warner)
- independiente, 1923-1929 (la compañía cambia de nombre y se vuelve pública, los hermanos mantiene el control de los intereses; Sam Warner muere en 1927)
- independiente como Warner Bros.–VitaPhone, 1929-1958 (adquiere First National Pictures; el sndicato dirigido por Serge Semenenko de First National Bank of Boston y Charles Allen Jr. compran intereses controladores de Harry y Albert Warner en 1956)
- independiente como Warner Bros. Pictures, 1958-1967
- Warner Bros.–Seven Arts, 1967–1970 (comprada por y fusionada con Seven Arts Productions)
- Kinney National Company, 1970-1971 (Kinney compra Warner Bros.–Seven Arts)
- Warner Communications, 1971-1989 (Kinney cambia de nombre)
- WarnerMedia (Anteriormente Time Warner), 1989–2022 (Warner se fusiona con Time Inc.; de 2000 a 2003, la compañía matriz fue conocida como AOL Time Warner, a continuación de la fusión con AOL. Comprada por AT&T en 2016)
- Warner Bros. Discovery, 2022- (AT&T fusiona WarnerMedia con Discovery Inc.)

#### Paramount Pictures
- Independiente como Famous Players–Lasky, 1916–1921 (fundada como compañía pública vía fusión de Adolph Zukor's Famous Players y Jesse L. Lasky, Samuel Goldfish (posteriormente Goldwyn), Dustin Farnum, y la compañía de Cecil B. DeMille, Jesse L. Lasky Feature Play Company, seguido de la adquisición de la casa de distribución de Paramount Pictures)
- independiente, 1922–1967 (la compañía adopta el nombre de la división de distribución)
- Gulf y Western Industries, 1967–1989 (comprada por Gulf+Western)
- Paramount Communications, 1989–1995 (Gulf+Western cambia nombre después de vender activos no relacionados con entretenimiento)
- Viacom, 1995–2005 (Viacom compra Paramount)
- Viacom, 2006–2019 (Viacom se divide en dos compañías: «nueva» Viacom—con Paramount Pictures, MTV, BET, y otros canales de cable—y CBS Corporation—que incluye CBS Paramount Television
- ViacomCBS, 2019-2022 (Viacom y CBS se fusionan, dando lugar a ViacomCBS)
- Paramount Global, 2022- (ViacomCBS cambia de nombre a Paramount Global)

#### Universal Pictures
- Independiente, 1912–1946 (fundada como compañía pública vía fusión de Carl Laemmle's independiente Motion Picture Co., Pat Powers's Powers Picture Co., Adam Kessel y Charles Baumann's Bison Life Motion Pictures, Mark Dintenfass's Champion Film Co., William Swanson's Rex Picture Co., y la Nestor Film Co.)
- Independiente como Universal-International, 1946–1952 (fusionada con International Pictures)
- Decca, 1952–1971 (comprada por Decca)
- MCA, 1971–1990 (MCA compra Decca)
- Matsushita Electric, 1990–1997 (Matsushita compra MCA)
- Seagram, 1997–2000 (comprada por Seagram de Matsushita)
- Vivendi, 2000–2003 (Vivendi compra Seagram)
- General Electric, 2003–2012(comprada por GE de Vivendi y fusionada con NBC para formar NBCUniversal)
- Comcast 2012–Presente (comprada por Comcast a GE).

#### Metro-Goldwyn-Mayer
- Loew's Incorporated, 1924–1959 (founded vía merger of Loew's-owned Metro Pictures with Goldwyn Pictures and Louis B. Mayer Productions; controlling interest in Loew's comprada por William Fox in 1929; Fox forced to sell off interest in 1930; Loew's cedes operational control to studio management in 1954)
- independiente, 1959–1981 (fully divested by Loew's; comprada por Edgar Bronfman Sr. in 1967; comprada por Kirk Kerkorian in 1969)
- independiente as MGM/UA, 1981–1992 (Kerkorian purchases United Artists and merges it into MGM; comprada por Ted Turner in 1986; recomprada por Kerkorian seventy-four days later; comprada por Giancarlo Parretti in 1990)
- Crédit Lyonnais, 1992–1997 (Parretti in default, his bank forecloses on MGM/UA)
- independiente as MGM/UA, 1997–2005 (recomprada por Kerkorian)
- Sony/Comcast/4 private equity firms, 2005–present (comprada por Sony, backed by cable company Comcast and private investment firms—Providence Equity Partners, in fact, currently owns the greatest number of shares—and merged into Sony/Columbia; see above for further detail)[18]

#### United Artists
- Independiente, 1919–1967 (fundada por Charles Chaplin, Douglas Fairbanks, D. W. Griffith, y Mary Pickford; control operacional por Arthur Krim y Robert Benjamin desde 1951; comprada totalmente por Krim y Benjamin en 1956)
- Transamerica, 1967–1981 (comprada por Transamerica)
- MGM/UA, 1981–presente (comprada por Kirk Kerkorian a Transamerica y fusionada en MGM; ver arriba para más detalle)

#### RKO Radio Pictures
- RCA/investment consortium, 1928–1935 (founded as public company via merger of Film Booking Offices of America studio and Keith-Albee-Orpheum theater chain; majority ownership by RCA from ca. 1930)
- independiente, 1935–1955 (half of RCA's interest comprada por Floyd Odlum, control split between RCA, Odlum, and Rockefeller brothers; controlling interest comprada por Odlum in 1942; controlling interest comprada por Howard Hughes in 1948; Hughes interest comprada por Stolkin-Koolish-Ryan-Burke-Corwin syndicate in 1952; interest recomprada por Hughes in 1953; fully comprada por Hughes in 1954)
- General Tire and Rubber, 1955–1984 (comprada por General Tire and Rubber—coupled with General Tire's broadcasting operation as RKO Teleradio Pictures; production and distribution halted in 1957; movie business dissolved in 1959 and RKO Teleradio renamed RKO General; RKO General establishes RKO Pictures as production subsidiary in 1981)
- GenCorp, 1984–1987 (una reorganización crea una compañía de holding con RKO General y General Tire como subsidiarias primarias)
- Wesray Capital, 1987–1989 (spun off from RKO General, comprada por Wesray—controlada por William E. Simon y Ray Chambers—y fusionada con operaciones de parque de diversiones para formar RKO/Six Flags Entertainment)
- independiente, 1989–presente (división de Six Flags, comprada por Dina Merrill y Ted Hartley, y fusionada con Pavilion Communications; no se produjeron ni distribuyeron films entre 1993 y 1997)

### Otras entidades otrora significativas
- Artisan Entertainment – Comprada en 2003 por Lions Gate Entertainment
- Castle Rock Entertainment – Comprada en 1994 por Turner Broadcasting System; TBS en 1996 fusionada con Time Warner
- DreamWorks SKG – Comprada en 2006 por Viacom (compañía madre de Paramount)
- The Samuel Goldwyn Company – Comprada en 1996 by John Kluge/Metromedia International; comprada en 1997 por MGM
- Miramax Films – Comprada en 1993 por Walt Disney Company
- New Line Cinema – Comprada en 1994 por Turner Broadcasting System; TBS en 1996 fusionada con Time Warner
- October Films – Comprada en 1997 por Universal; comprada en 1999 por Barry Diller y fusionada con Gramercy Pictures en USA Films; USA en 2001 adquirida por Vivendi (luego la compañía madre de Universal) y fusionada con Good Machine y Universal Focus en Focus Features
- Orion Pictures – Comprada en 1988 por Kluge/Metromedia; comprada en 1997 por MGM
- Pixar – Comprada en 1986 por Steve Jobs; comprada en 2006 por Walt Disney Company
- Tri-Star Pictures – Consolidada en 1987 con Columbia (uno de los partners en el joint venture que la creó)